# Wim Hillenaar (1929)
Wilhelmus Canisius (Wim) Hillenaar (Nijmegen, 28 juli 1929 – Helmond, 28 december 2005) was een Nederlands politicus van de KVP en later het CDA.
In het begin van zijn loopbaan heeft hij bij diverse gemeenten gewerkt. Zo was hij gemeenteontvanger en afdelingschef bij de gemeente Monster voor hij in oktober 1966 benoemd werd tot burgemeester van de gemeenten Appeltern en Batenburg. In 1972 volgde zijn benoeming tot burgemeester van Boxmeer wat hij tot eind 1992 zou blijven. Hij overleed eind 2005 op 76-jarige leeftijd. In 2011 trad zijn zoon W.A.G. Hillenaar in de voetsporen van zijn vader door burgemeester te worden en wel van Cuijk.